# Félix José de Augusta

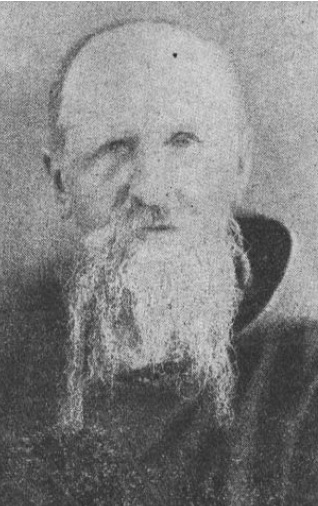
Félix José de Augusta, 1926

Fray Félix José de Augusta, hispanisiert aus Felix Joseph von Augsburg, geboren als Stephan August Ottmar Kathan (* 26. Dezember 1860 in Augsburg; † 16. November 1935 in Valdivia, Chile) war ein deutscher Chirurg, Missionar des Kapuzinerordens und Sprachwissenschaftler, der durch seine Werke über das Mapudungun, die Sprache der Mapuche, berühmt wurde.

## Leben und Werk
Getauft wurde Bruder Felix auf den Namen Stephan August Ottmar Kathan. Er war der vierte Sohn Johann Michael Kathans, Kaufmann und Freidenker aus Augsburg. Er besuchte das Benediktiner-Gymnasium bei St. Stephan, während er gleichzeitig Musik studierte, erst am Kloster St. Ursula und später am Konservatorium der Stadt. Daraufhin fing er ein Medizinstudium in Würzburg an, das er 1885 in München mit der Promotion abschloss. Er praktizierte danach am Städtischen Krankenhaus in Augsburg. Schließlich ersuchte er nach seinem Militärdienst im Armeespital derselben Stadt die Aufnahme beim Orden der Kapuziner. Die Mitgliedschaft wurde ihm am 19. März 1887 gewährt. Er nahm den Namen Felix Joseph von Augsburg an und nach einem verkürzten Theologiestudium an der Universität Dillingen empfing er die Priesterweihe am 2. August 1890.
1895 wurde den Kapuzinern der bayerischen Provinz die Mission der araukanischen Region in Chile zugeteilt. Bruder Felix war einer der ersten, die sich für die Mission freiwillig meldeten. So befand er sich unter den ersten vier Kapuzinern, die am 23. Dezember 1895 in Valdivia antrafen.
Fortan bekannt unter der hispanisierten Form seines Namens, Fray Félix José de Augusta, widmete er sich bis zu seinem Tod der Evangelisierung und Bildung der Mapuche, und setzte sich für ihre Rechte und Kultur ein. Aber sein Hauptaugenmerk legte er auf den Mapudungun (zu seiner Zeit noch allgemein als Araukanisch bezeichnet).
Hierfür eignete er sich ein enormes Fachwissen an, über die Sprache selbst und, obwohl es nicht sein Hauptinteresse war, über die wissenschaftliche Beschreibung der Sprache. Dazu verfasste er mehrere Werke, wie die Gramática Araucana (1903), die Lecturas Araucanas (1910, in Zusammenarbeit mit Bruder Sigifredo de Fraunhäusl) und der Diccionario Araucano-Español, Español-Araucano (1916, in zwei Bänden).
Schon nach dem Erscheinen der pädagogisch erstklassigen Gramática Araucana wurde er von den chilenischen Araukanisten als die höchste Kompetenz angesehen. Sein bedeutendstes Werk und heute noch maßgebend in der Araukanistik ist das zweibändige Wörterbuch.

## Weitere Werke (Auswahl)
- Ottmar Kathan: Zur Casuistik der Pleuritis. München 1885, OCLC 163012203 (Dissertation).
- Dios ñi dangu, 1902.
- Friedrich Justus Knecht: Nidolke dɘŋu Dios ñi Nùtram = Compendio de historia sagrada. Edición araucana de P. Félix José de Augusta. Herder, Freiburg i. Br. 1903, OCLC 634421473, urn:nbn:de:bvb:824-05-111268-4.
- Komunion Rezan, 1907.
- Apéndice al Ritual Romano para los Araucanos, 1907.
- Kiñewn amuaiyu, 1925.